# Čučelo
Čučelo (Чучело) è un film del 1983 diretto da Rolan Antonovič Bykov.

## Trama
Il film è tratto dall'omonima storia di V. Železnikov e racconta di una ragazza forte che è stata soprannominata dai suoi compagni di classe "spaventapasseri".